# Pita (Guinea)
Pita es una localidad de la prefectura de Pita en la región de Mamou, Guinea, sobre las tierras altas de Futa Yallon. Cuenta con una población censada en 2020 de 332 360 habitantes.
Se encuentra ubicada en el centro-oeste del país, cerca de la frontera con Sierra Leona.

## Geografía
Pita se encuentra en la prefectura de Pita en la región de Mamou, en Guinea central. Su distancia aproximada a la capital regional es de 108 km al Sureste. También se encuentra a unos 311 km al Noreste de Conakri, la capital nacional.
Sus coordenadas geográficas son 11° 3' 16.0" N, 12° 23' 46.0" W, y se encuentra a una altitud de 972 metros sobre el nivel del mar.

### Clima
Según la clasificación climática de Köppen, en Pita se puede encontrar un clima de categoría As, que se puede describir como clima tropical de sabana.

## Idioma
El idioma más hablado en Pita es el idioma fula, un dialecto fulani hablado por unos ocho millones y medio de personas en la zona y países limítrofes.

## Economía
La actividad económica en Pita está dominada por el sector primario, destacando el cultivo de la patata. Se tiene constancia de importantes depósitos de bauxita en las cercanías.

## Lugares de interés

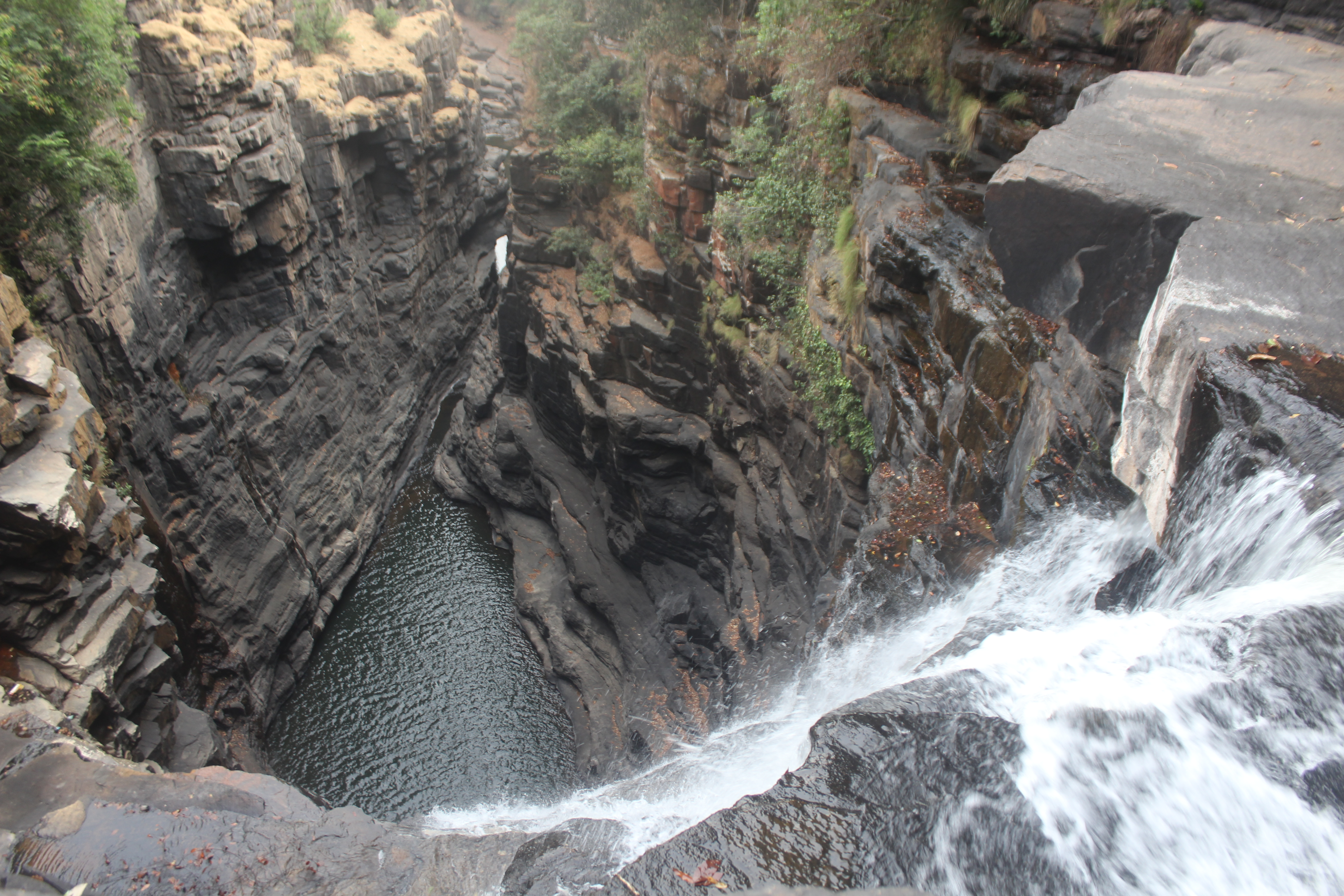
Cascada de Kinkon.

- Cascadas de Kinkon: Una cascada de unos 80 metros de altura que fluye durante todo el año. Debido a su régimen pluvial, la época de mayor caudal es a finales de verano.[7]